# 200 mètres 4 nages masculin aux Jeux olympiques d'été de 2012
Navigation
Pékin 2008 Rio de Janeiro 2016
L'épreuve de 200 m 4 nages hommes des Jeux olympiques d'été de 2012 a eu lieu le 1er et le 2 août au London Aquatics Centre.

## Qualification
Pour participer à cette épreuve, les temps de qualification étaient de 2 min 00 s 17 pour le temps de qualification olympique (TQO) et de 2 min 04 s 38 pour le temps de sélection olympique (TSO) qui devaient être effectués entre le 1er mars 2011 et le 18 juin 2012. Un comité national olympique (CNO) pouvait inscrire 2 nageurs s'ils faisaient le TQO et 1 nageur s'il effectuait le TSO. Les CNO pouvaient inscrire des nageurs indépendamment du temps (1 nageur par sexe sur l'ensemble des épreuves) s'ils n'avaient pas de nageurs qui avaient réussi les temps de qualification nécessaires.

## Records
Avant cette compétition, les records dans cette discipline étaient les suivants :
| Record du monde  | 1 min 54 s 00 | Ryan Lochte (USA)    | 28 juillet 2011 | Shanghai (Chine) | ,     |
| Record olympique | 1 min 54 s 23 | Michael Phelps (USA) | 15 août 2008    | Pékin (Chine)    | [ 4 ] |

## Médaillés
| Or                   | Argent            | Bronze            |
| Michael Phelps (USA) | Ryan Lochte (USA) | László Cseh (HUN) |

## Résultats

### Finale (2 août au soir)
| Classement                          | Ligne | Nageur         | Pays            | Temps         | Notes |
| ----------------------------------- | ----- | -------------- | --------------- | ------------- | ----- |
| Médaille d'or, Jeux olympiques      | 3     | Michael Phelps | États-Unis      | 1 min 54 s 27 |       |
| Médaille d'argent, Jeux olympiques  | 4     | Ryan Lochte    | États-Unis      | 1 min 54 s 90 |       |
| Médaille de bronze, Jeux olympiques | 5     | László Cseh    | Hongrie         | 1 min 56 s 22 |       |
| 4                                   | 6     | Thiago Pereira | Brésil          | 1 min 56 s 74 |       |
| 5                                   | 2     | Kosuke Hagino  | Japon           | 1 min 57 s 35 |       |
| 6                                   | 7     | Ken Takakuwa   | Japon           | 1 min 58 s 53 |       |
| 7                                   | 1     | James Goddard  | Grande-Bretagne | 1 min 59 s 05 |       |
| 8                                   | 8     | Markus Deibler | Allemagne       | 1 min 59 s 10 |       |

### Demi-finales (1eraoût au soir)

#### Demi-finale 1
| Classement | Ligne | Nageur              | Pays            | Temps         | Notes |
| ---------- | ----- | ------------------- | --------------- | ------------- | ----- |
| 1          | 4     | Ryan Lochte         | États-Unis      | 1 min 56 s 13 | Q     |
| 2          | 5     | Michael Phelps      | États-Unis      | 1 min 57 s 11 | Q     |
| 3          | 3     | James Goddard       | Grande-Bretagne | 1 min 58 s 49 | Q     |
| 4          | 7     | Gal Nevo            | Israël          | 1 min 59 s 17 |       |
| 5          | 2     | Henrique Rodrigues  | Brésil          | 1 min 59 s 58 |       |
| 6          | 1     | Vytautas Janusaitis | Lituanie        | 2 min 00 s 13 |       |
| 7          | 8     | Andrew Ford         | Canada          | 2 min 01 s 58 |       |
| -          | 6     | Markus Rogan        | Autriche        | -             | DSQ   |

#### Demi-finale 2
| Classement | Ligne | Nageur         | Pays            | Temps         | Notes |
| ---------- | ----- | -------------- | --------------- | ------------- | ----- |
| 1          | 4     | László Cseh    | Hongrie         | 1 min 56 s 74 | Q     |
| 2          | 3     | Thiago Pereira | Brésil          | 1 min 57 s 45 | Q     |
| 3          | 5     | Kosuke Hagino  | Japon           | 1 min 57 s 95 | Q     |
| 4          | 2     | Ken Takakuwa   | Japon           | 1 min 58 s 31 | Q     |
| 5          | 7     | Chad le Clos   | Afrique du Sud  | 1 min 58 s 49 | Q     |
| 6          | 6     | Markus Deibler | Allemagne       | 1 min 58 s 88 |       |
| 7          | 8     | Joe Roebuck    | Grande-Bretagne | 1 min 59 s 57 |       |
| 8          | 1     | Daniel Tranter | Australie       | 2 min 00 s 46 |       |

### Séries (1eraoût le matin)
| Classement | Série | Ligne | Nom                 | Pays               | Time          | Notes |
| ---------- | ----- | ----- | ------------------- | ------------------ | ------------- | ----- |
| 1          | 3     | 4     | László Cseh         | Hongrie            | 1 min 57 s 20 | Q     |
| 2          | 5     | 4     | Ryan Lochte         | États-Unis         | 1 min 58 s 03 | Q     |
| 3          | 4     | 3     | Kosuke Hagino       | Japon              | 1 min 58 s 22 | Q     |
| 4          | 4     | 4     | Michael Phelps      | États-Unis         | 1 min 58 s 24 | Q     |
| 5          | 5     | 5     | Thiago Pereira      | Brésil             | 1 min 58 s 31 | Q     |
| 6          | 3     | 5     | James Goddard       | Grande-Bretagne    | 1 min 58 s 56 | Q     |
| 7          | 5     | 3     | Markus Deibler      | Allemagne          | 1 min 58 s 61 | Q     |
| 8          | 4     | 5     | Markus Rogan        | Autriche           | 1 min 58 s 66 | Q     |
| 9          | 4     | 6     | Ken Takakuwa        | Japon              | 1 min 58 s 82 | Q     |
| 10         | 5     | 7     | Henrique Rodrigues  | Brésil             | 1 min 59 s 37 | Q     |
| 11         | 3     | 2     | Chad le Clos        | Afrique du Sud     | 1 min 59 s 45 | Q     |
| 12         | 5     | 8     | Gal Nevo            | Israël             | 1 min 59 s 56 | Q     |
| 13         | 5     | 6     | Daniel Tranter      | Australie          | 1 min 59 s 70 | Q     |
| 14         | 5     | 1     | Vytautas Janusaitis | Lituanie           | 1 min 59 s 84 | Q     |
| 15         | 3     | 3     | Joe Roebuck         | Grande-Bretagne    | 2 min 00 s 04 | Q     |
| 16         | 2     | 6     | Andrew Ford         | Canada             | 2 min 00 s 28 | Q     |
| 17         | 2     | 3     | Raphaël Stacchiotti | Luxembourg         | 2 min 00 s 38 |       |
| 18         | 3     | 1     | Diogo Carvalho      | Portugal           | 2 min 00 s 40 |       |
| 19         | 3     | 8     | Marcin Cieślak      | Pologne            | 2 min 00 s 45 |       |
| 20         | 4     | 8     | Federico Turrini    | Italie             | 2 min 00 s 63 |       |
| 21         | 3     | 7     | Darian Townsend     | Afrique du Sud     | 2 min 00 s 67 |       |
| 22         | 2     | 4     | Bradley Ally        | Barbade            | 2 min 00 s 85 |       |
| 23         | 3     | 6     | Wang Shun           | Chine              | 2 min 00 s 85 |       |
| 24         | 2     | 5     | Aleksandr Tikhonov  | Russie             | 2 min 01 s 00 |       |
| 25         | 2     | 7     | Martin Liivamägi    | Estonie            | 2 min 01 s 09 |       |
| 26         | 2     | 1     | Andreas Vazaios     | Grèce              | 2 min 01 s 23 |       |
| 27         | 4     | 2     | Philip Heintz       | Allemagne          | 2 min 01 s 32 |       |
| 28         | 2     | 8     | David Karasek       | Suisse             | 2 min 01 s 35 |       |
| 29         | 2     | 2     | Taki Mrabet         | Tunisie            | 2 min 01 s 41 |       |
| 30         | 4     | 1     | Wu Peng             | Chine              | 2 min 01 s 43 |       |
| 31         | 4     | 7     | Jayden Hadler       | Australie          | 2 min 01 s 54 |       |
| 32         | 1     | 5     | Jung Won-Yong       | Corée du Sud       | 2 min 03 s 33 |       |
| 33         | 1     | 4     | Maksym Shemberev    | Ukraine            | 2 min 03 s 40 |       |
| 34         | 1     | 3     | Nuttapong Ketin     | Thaïlande          | 2 min 03 s 91 |       |
| 35         | 5     | 2     | Dávid Verrasztó     | Hongrie            | 2 min 04 s 53 |       |
| 36         | 1     | 6     | Ensar Hajder        | Bosnie-Herzégovine | 2 min 05 s 70 |       |